# Дефектология
Дефектоло́гия (от лат. defectus — недостаток и греч. λόγος — учение, наука) — научная дисциплина, занимающаяся изучением психофизических особенностей развития детей с психическими и (или) физическими недостатками, закономерностей их обучения и воспитания.

## История дефектологии в России и СССР
См. История российской дефектологии

## Основные разделы, методы и изучаемые проблемы
В дефектологию входит ряд разделов специальной педагогики  (сурдопедагогика, тифлопедагогика, олигофренопедагогика и логопедия) и специальной психологии (сурдопсихология, тифлопсихология, олигофренопсихология и логопсихология).
Дефектология изучает также проблемы психофизического развития, обучения и воспитания детей с задержкой психического развития, нарушениями эмоционально-волевой сферы, опорно-двигательного аппарата, а также со сложной структурой дефекта.
В задачи дефектологии входит разработка эффективных средств и методов обучения, воспитания, коррекции, компенсации, трудовой и социальной адаптации категории детей, которым требуется коррекция.
В СССР и постперестроечной России главным научным центром дефектологии был научно-исследовательский институт дефектологии АПН СССР (НИИ дефектологии РАО) — в настоящее время НИИ коррекционной педагогики РАО (г. Москва).
Дефектология как наука и сфера социальной деятельности имеет продолжительную историю, переплетённую с развитием психологии, детской психиатрии, детской неврологии, направлений общей и специальной педагогики (логопедии, сурдопедагогики, тифлопедагогики, олигофренопедагогики, сурдотифлопедагогики и др.).Одна из самых актуальных проблем дефектологии в России — интегрированное обучение.
Дефекто́лог — специалист в области дефектологии:
- дефектолог (в широком смысле трактовки этого термина) — специалист в области изучения, обучения, воспитания и социализации детей с отклонениями в развитии;
- дефектолог (в узком понимании этого термина) — коррекционный педагог.

## Основные подразделы дефектологии
- логопедия — изучение различных нарушений и дефектов речи и методов их коррекции
- сурдопедагогика — воспитание и обучение людей с недостатками слуха
- тифлопедагогика — воспитание и обучении людей с нарушениями зрения
- сурдотифлопедагогика — воспитание и обучение слепоглухонемых людей
- амблиология — адаптация и социальная реабилитация слепых и слабовидящих пациентов
- олигофренопедагогика — воспитание и обучение умственно отсталых людей и вопросы их социальной реабилитации
- ортопедагогика — воспитание и обучение людей с нарушениями опорно-двигательного аппарата

## Известные дефектологи
- Гаюи, Валентин
- Грачёва, Екатерина Константиновна
- Грибоедов, Адриан Сергеевич
- Брайль, Луи
- Трошин, Григорий Яковлевич
- Кащенко, Всеволод Петрович
- Выготский, Лев Семёнович
- Левина, Роза Евгеньевна
- Лурия, Александр Романович
- Певзнер, Мария Семёновна
- Соловьёв, Иван Михайлович
- Фельдберг, Давид Владимирович
- Гандер, Владимир Александрович
- Граборов, Алексей Николаевич
- Азбукин, Дмитрий Иванович
- Данюшевский, Израиль Исаакович
- Соколянский, Иван Афанасьевич
- Занков, Леонид Владимирович
- Коваленко, Борис Игнатьевич
- Семевский, Николай Анатольевич
- Басова, Антонина Гавриловна
- Россолимо, Григорий Иванович
- Богданов-Березовский, Михаил Валерьянович
- Ласточкина, Елизавета Гурьевна
- Крогиус, Август Адольфович
- Владимирский, Андриан Владимирович
- Хватцев, Михаил Ефимович
- Трауготт, Наталия Николаевна
- Морозова, Наталья Григорьевна
- Ляпидевский, Сергей Семёнович
- Муратов, Ростислав Сергеевич
- Каплан, Анна Иосифовна
- Микаэльян, Карп Авдеевич
- Катаева-Венгер, Александра Абрамовна
- Мещеряков, Александр Иванович
- Лебединская, Клара Самойловна
- Никитина, Маргарита Ивановна
- Солнцева, Людмила Ивановна
- Феоктистова, Валентина Александровна
- Волкова, Лариса Степановна
- Некрасова, Юлия Борисовна
- Халатян, Вачаган Геворкович
- Чупров, Леонид Федорович
- Скороходова, Ольга Ивановна
- Барабанов, Родион Евгеньевич
- Лаврова, Елена Викторовна
- Орлова, Ольга Святославовна
- Рау, Елена Юрьевна
- Шаховская, Светлана Николаевна
- Пузанов, Борис Пантелеймонович
- Селиверстов, Владимир Ильич
- Тиктинский-Шкловский, Виктор Маркович
- Панченко, Инна Ивановна
- Костенкова, Юлия Александровна